# هنریتا (تگزاس)
هنریتا، تگزاس(به انگلیسی: Henrietta, Texas) شهری در ایالت تگزاس از ایالات جنوبی ایالات متحده آمریکا است. در سرشماری سال ۲۰۰۰، جمعیت این شهر ۳۲۶۴ نفر اعلام شد.